# 愛知紡績所
官営愛知紡績所（かんえいあいちぼうせきしょ）は、明治時代前期に愛知県額田郡（現:岡崎市）男川村に存在した官営模範工場。明治政府が設立した日本で最初の綿糸紡績所である。

## 概略・歴史
当時遅れていた西洋式紡績業の奨励を図るために、1878年（明治11年）に明治政府が愛知県と広島県に模範紡績所の建設を開始した。1881年（明治14年）にイギリスから輸入したミュール精紡機2基を初めとする紡績機械を導入し、操業した。
しかし広島紡績所が開業前に払い下げられてしまい、愛知紡績所は唯一の官営紡績工場として職工養成や技術伝習などの役割を果たすことになる。
操業当時は72人の従業員が居たが1886年（明治19年）に篠田直方に払い下げられ、1896年（明治29年）、火災によって水車以外の建物が焼失した。2012年（平成24年）現在は株式会社日本高分子岡崎工場の一角に動力である横須賀造船所製のタービン水車を回すために開削された乙川から引かれた導水路と、石積の水車場が残っている。